# 정언신
정언신(鄭彦信, 1527년 ~ 1591년)은 조선 중기의 문신이다. 자는 입부(立夫), 호는 나암(懶庵). 본관은 동래.  병과에 급제하여 이탕개가 쳐들왔을때, 우찬성으로서 도순찰사를 겸하여 이순신 · 신립 · 김시민 · 이억기 등을 거느리고 이들을 물리쳤다. 춘추관 기사관이 되어《명종실록》편찬에 참여했으며, 관직은 우의정에 이르렀으나 기축옥사(1589) 때 정여립의 일파로 모함을 받아 유배생활을 했다.

## 생애
1566년(명종 21) 별시문과에 병과로 급제, 검열이 되고 1571년(선조 4) 호조좌랑으로 춘추관기사관(記事官)이 되어 《명종실록》 편찬에 참여하였다. 그후 경기도관찰사를 역임, 1583년 이탕개(尼湯介)가 쳐들어오자 우찬성으로서 도순찰사를 겸하여 이순신(李舜臣)·신립(申砬)·김시민(金時敏)·이억기(李億祺) 등 쟁쟁한 무관들을 막하(幕下)로 거느리고 적을 격퇴하였다.
이어 함경도관찰사로 나가 북변을 방비하고 병조판서에 승진, 1589년 우의정이 되어 정여립(鄭汝立)의 모반 후 그 잔당에 대한 옥사를 다스리는 위관(委官)에 임명되었으나 서인(西人) 정철(鄭澈)의 사주를 받은 대간(臺諫)으로부터 정여립과 3종(從)간이므로 공정한 처리를 기대할 수 없다는 탄핵을 받아 사직하였다.
그 후 계속 정여립의 일파로 모함을 받아 남해(南海)에 유배되었고, 사사(賜死)의 왕명까지 내렸으나 감형되었다. 갑산(甲山)에 이배되어 그 곳에서 죽었고, 문경(聞慶)의 소양사(瀟陽祠)에 제향되었다.

## 가족 관계[2]
- 조부 : 정홍손(鄭洪孫)
  - 부친 : 정진(鄭振)
- 외조부 : 양천군(陽川君) 허확(許確)
- 외조모 : 김수조(金守祖)의 딸 연안 김씨[3]
  - 모친 : 양천 허씨(1481 ~ ?)
    - 형 : 정언인(鄭彦仁)
    - 형 : 정언의(鄭彦義, 1510 ~ ?)
    - 형 : 정언례(鄭彦禮, 1518 ~ ?)
    - 형 : 정언지(鄭彦智, 1520 ~ ?)
    - 남매 : 광주 안씨 안진(安曇)의 처
    - 남매 : 흥선부정(興善副正) 이경상(李敬祥)의 처
    - 남매 : 최권(崔巏)의 처
    - 부인 : 신례(申禮)의 딸 평산 신씨

## 관련 작품

### 드라마
- 《징비록》(KBS, 2015년, 배우:박칠용)
- 《불멸의 이순신》(KBS, 2004년~2005년, 배우:이신재)

## 같이 보기
- 기축옥사